# جون ماكدوغال (سياسي كندي)
جون ماكدوغال هو شخصية أعمال وسياسي كندي، ولد في 25 يوليو 1805، وتوفي في 25 فبراير 1870. انتخب عمدة.